# Suisse (Mosela)
Suisse é uma comuna francesa na região administrativa de Grande Leste, no departamento de Mosela. Estende-se por uma área de 5,03 km². Em 2010 a comuna tinha 106 habitantes (densidade: 21,1 hab./km²).